# 치사카 쿄지
치사카 쿄지(千坂恭二:1950년 3월 18일~)는 일본의 사상가이자 평론가이다.

## 생애
1950년 오사카에서 태어났다. 고등학교 재학 시기 미하일 바쿠닌의 영향을 받아 아나키즘운동에 참여, '흑색고교생연맹(黒色高校生連盟)','아나키스트 고교생연합(アナキスト高校生連合)'의 전국위원장으로 활동했다.1969년에는 '아나키스트혁명연합(アナキスト革命連合)'의 일원으로서 오사카 예술대학 점거 투쟁에 참가했다 경찰에 체포되는 일도 있었다. 다음 해 도쿄로 상경하여 잡지 '현대의 눈(現代の眼)','구조(構造)','현대사상(現代思想)'등에 아나키즘 이론과 마르크스 주의 등의 정치사상으로부터 문학이나 영화예술론에 이르기까지 방대한 양의 평론을 기고했다. 이전까지는 최종학력이 고졸이었으나 1995년 45세의 나이로 리츠메이칸 대학 철학부에 입학하였다.

## 근황
현재까지도 아나키즘에 입각한 반체제적 입장을 견지하고 있으나, 방향을 선회하여 우익 민족주의에 가깝게 되었다. 혹자는 그를 두고 아나코 파시스트라고 평하기도 했다.

## 같이 보기
- 아나키즘
- 파시즘
- 우치다 료헤이
- 흑룡회
- 신좌익